# 諾斯維爾 (紐約州薩福克縣)
諾斯維爾（英語：Northville）是位於美國紐約州薩福克縣的普查規定居民點。

## 人口
根據2020年美國人口普查的數據，諾斯維爾的面積為24.99平方千米，當中陸地面積為19.16平方千米，而水域面積為5.83平方千米。當地共有人口1566人，而人口密度為每平方千米62.67人。